# Гельман, Бретт
Бретт Клиффорд Гельман (англ. Brett Clifford Gelman; род. 6 октября 1976, Хайленд-Парк, Иллинойс) — американский актёр и комик. Наиболее известен своей ролью Мюррея Баумана в сериале «Очень странные дела» и ролью Мартина в комедии «Дрянь».
Гельман начал свою карьеру комика в 2000-х, а в следующем десятилетии получил известность благодаря участию в многочисленных шоу Adult Swim, в частности, «Орлиное сердце». В это время он также был частью основных актеров ситкома «На старт!», сериала «Гнилые времена» и комедийного сериала «В браке».
Гельман стал известен в конце 2010-х благодаря своим второстепенным ролям в сериалах «Дрянь», «Очень странные дела», и «Мистер Мерседес». В качестве актера озвучивания он участвовал в телесериалах «Джефф и инопланетяне» и «ТрипТанк», а совсем недавно — в «Я люблю Арло» и «Корпорация «Заговор»». Он собирается сыграть в грядущем драматическом сериале «Леди в озере».

## Биография
Гельман родился и вырос в Хайленд-Парке, штат Иллинойс. Отец Гельмана был продавцом фотографий. Он вырос евреем, и у него есть младшая сестра, логопед.
Гельман окончил среднюю школу Хайленд-Парк. Он окончил Школу искусств Университета Северной Каролины, где получил классическое театральное образование.
После колледжа Гельман переехал в Нью-Йорк с одноклассником, актёром Джоном Дейли. Находясь в Нью-Йорке, Гельман регулярно выступал в театре Upright Citizens Brigade Theatre в составе дуэта Cracked Out и скетч-группы Mr. A$$.
Некоторое время его работу финансировала популярная реклама нью-йоркской лотереи. Гельман провёл персональное шоу под названием «1000 кошек», которое он проводил на многих площадках.
Гельман снялся в фильмах «Копы в глубоком запасе» и «Успеть за 30 минут». Он снялся в роли друга Криса Эллиотта Бретта Мобли в сериале «Орлиное сердце» и регулярно снимался в сериалах «Гори в аду» на HBO и в «Время притворства Ника Свардсона» на Comedy Central. У него были роли в фильмах «Жизнь и приключения Тима» и «Посредники», а также он появлялся в качестве гостя в комедийных программах, таких как «Смертельно скучающий», «Умерь свой энтузиазм», «Офис», «Счастливый конец», «Aqua Teen Hunger Force» и «Лига». Гельман также написал сценарий для серии скетчей «Человеческий гигант».
В 2010 году Гельман появился в качестве актёра в специальном комедийном скетче Comedy Central This Show Will Get You High, созданном Мэттом Бессером. Гельман снялся в роли Мистера К в комедийном сериале «На старт!» с Мэтью Перри в главной роли и в роли Эй Джея в комедийном сериале «В браке».
В 2014 году Гельман устроил специальный званый обед под названием «Ужин с друзьями с Бреттом Гельманом и друзьями», который транслировался на Adult Swim.
В 2015 году Гельман также был сценаристом-консультантом во втором сезоне развлекательного новостного пародийного сериала «Горячая упаковка» на Adult Swim, а также неоднократно появлялся в роли Хэмиша в сериале «Гнилые времена» и в роли Ронни в сериале «Блант говорит». Также в 2015 году Гельман появился в финале сериала «Безумцы».
В июле 2016 года Гельман снялся в специальном «Ужине в Америке с Бреттом Гельманом», продолжении «Ужина с друзьями с Бреттом Гельманом и друзьями», в котором основное внимание уделялось расизму. В ноябре 2016 года Гельман заявил, что покинул Cartoon Network и Adult Swim из-за предполагаемого плохого обращения с сотрудницами-женщинами и продвижения спорного сериала «Экстремальные подарки на миллион долларов: мир во всем мире».
В 2017 году Гельман снялся в фильме «Лимон» с Джуди Грир, Майклом Сера, Ниа Лонг и Гиллиан Джейкобс в режиссерстве Яничи Браво. Мировая премьера фильма состоялась 22 января 2017 года на кинофестивале «Сандэнс».
В 2017 году было объявлено, что Гельман получил роль Мюррея Баумана, конспиролога и бывшего журналиста, во втором сезоне популярного научно-фантастического веб-сериала «Очень странные дела». Он был переведён в основной состав в четвёртом сезоне.
В 2018 году он снялся в независимом художественном фильме «Комната в аренду» вместе с Марком Литтлом, Карлой Галло, Стефани Вейр, Патриком Джей Адамсом и Марком Маккинни.

## Личная жизнь
В декабре 2015 года Гельман женился на Яниче Браво. Пара познакомилась в Нью-Йорке во время работы над рекламой нью-йоркской лотереи. Они развелись в 2018 году.

## Фильмография

### Фильмы
| Год  | Название                                    | Роль                          | Примечания                     |
| ---- | ------------------------------------------- | ----------------------------- | ------------------------------ |
| 2004 | Проигравшие                                 | Член команды                  |                                |
| 2006 | Имбирный пряник                             | Водитель бурильщика           |                                |
| 2007 | Насмотревшись детективов                    | Гленн                         |                                |
| 2008 | Держись в Детройте                          | Хот Род Джонсон               |                                |
| 2009 | Пусть победит сильнейший                    | Ведущий мальчишника           |                                |
| 2010 | Копы в глубоком запасе                      | Хол                           |                                |
| 2011 | Ешь                                         | Август                        | Короткометражка                |
| 2011 | Успеть за 30 минут                          | Босс Ника                     |                                |
| 2011 | Убойное Рождество Гарольда и Кумара         | Режиссёр                      |                                |
| 2013 | Джобс: Империя соблазна                     | Джеф Раскин                   |                                |
| 2013 | Ужасно приятно                              | Айван                         |                                |
| 2013 | Грегори уходит в отрыв                      | Том                           | Корткометражка, также продюсер |
| 2014 | Женить Берри                                | Гокер                         |                                |
| 2016 | Джоши                                       | Грег                          |                                |
| 2016 | Стая чуваков                                | Хоуи                          |                                |
| 2017 | Лимон                                       | Исаак Лахманн                 | Также писатель                 |
| 2017 | Уилсон                                      | Роберт                        |                                |
| 2017 | ДРИБ                                        | Бреди Томпсон                 |                                |
| 2017 | Горе-творец                                 | Учитель актерского мастерства |                                |
| 2017 | Комната в аренду                            | Карл Лемей                    |                                |
| 2018 | Сумасбродные вечера с Эмили                 | Хиггинсон                     |                                |
| 2018 | Как отец                                    | Франк Лерю                    |                                |
| 2019 | Иезавель                                    | Бобби (голос)                 |                                |
| 2019 | Гарпун                                      | Нарратор                      |                                |
| 2020 | Счастливого пути: Приключения в психоделике | Самого себя                   |                                |
| 2021 | Арло, мальчик-аллигатор                     | Марцелл (голос)               |                                |
| 2021 | Без жалости                                 | Виктор Рыков                  |                                |
| 2022 | Боги хеви-метала                            | Доктор Сильвестр              |                                |
| 2022 | Лили, Лили, Крокодил                        | Мистер Грумпс                 | Экранизация                    |
| 2023 | Окруженный                                  | Мистер Филдс                  | Completed                      |
| 2023 | Отвязные дворняги                           | Вилли                         |                                |
| 2023 | Пацан против всех                           | Гидеон ван дер Кой            |                                |

### Телевидение
| Год        | Название                                       | Роль                                                               | Примечания                                                         |
| ---------- | ---------------------------------------------- | ------------------------------------------------------------------ | ------------------------------------------------------------------ |
| 2005       | Coke                                           | Гонзалес                                                           | Короткометражка                                                    |
| 2005       | Отчёт Кольбера                                 | Спнсер                                                             | Эпизод «Грэг Бехрендт»                                             |
| 2007       | Толстяк, попавший в интернет                   | Сотрудник / Линукс / Оракул                                        | 3 эпизода                                                          |
| 2007       | Честность                                      | Механик                                                            | Эпизод «Механик»                                                   |
| 2008       | Хулиганы                                       | Похищенный солдат / Рэпзилла / Билли Кристал                       | 2 эпизода                                                          |
| 2009       | Californication                                | Раздражающий хипстер                                               | Эпизод «Миа Кульпа»                                                |
| 2010       | Лаборатория комедии                            | Руби (голос)                                                       | Эпизод «Пенелопа, принцесса домашних животных»                     |
| 2010       | Это шоу поднимет вам настроение                | Актерский состав                                                   | Пилот                                                              |
| 2010       | Время притворства Ника Свардсона               | Различный                                                          | Эпизод «Селевой поток»                                             |
| 2010—2011  | Гори в аду                                     | Ник / Исполнитель                                                  | 3 эпизода                                                          |
| 2010—2011  | Подсобка                                       | Мистер Америки / Джеймс Гандольфини                                | 4 эпизода                                                          |
| 2010-2012  | Жизнь и приключения Тима                       | Сотрудник / Фанат Уокера / Друг Адама / Дуг Злоумышленник (голоса) | 4 эпизода                                                          |
| 2011       | Счастливый конец                               | Карл                                                               | Эпизод «Ваши друзья и соседи без пары»                             |
| 2011       | Умерь свой энтузиазм                           | Свинья Паркер                                                      | Эпизод «Обет молчания»                                             |
| 2011       | Смертельно скучающий                           | Фальшивый Джонатан                                                 | Эпизод «Мы могли бы спеть дуэтом»                                  |
| 2011-2013  | Лига                                           | Гэвин                                                              | 2 эпизода                                                          |
| 2011-2014  | Орлиное сердце                                 | Бретт Мобли                                                        | 26 эпизодов                                                        |
| 2012       | Офис                                           | Волшебник                                                          | Эпизод «Приветственная вечеринка»                                  |
| 2012       | Пиф-паф комедия                                | Адвокат собак                                                      | Эпизод «Джон Хэмм в голубой рубашке и серебряных часах»            |
| 2012       | Aqua Teen Hunger Force                         | Ракетная лошадь (голос)                                            | Эпизод «Ракетная лошадь и реактивный цыпленок»                     |
| 2012-2013  | На старт!                                      | Мистер К                                                           | 22 эпизода                                                         |
| 2013       | Девушки-призраки                               | Кролик                                                             | Эпизод «Я верю в Мира-гулей»                                       |
| 2013       | NTSF:SD:SUV::                                  | Гэбби Хофштейн                                                     | Эпизод «Размороженный агент»                                       |
| 2013       | Мы — мужчины                                   | Алимони Стив                                                       | Эпизод «Мы франксгивинг»                                           |
| 2013-2014  | Пьяная история                                 | Различный                                                          | 2 эпизода                                                          |
| 2013-2015  | Шоу Крола                                      | Различный                                                          | 3 эпизода                                                          |
| 2014       | Выживание Джека                                | Директор Макмаллен                                                 | Эпизод «Ритм это танцор»                                           |
| 2014       | Время приключений                              | Мастер ринга (голос)                                               | Эпизод «Грустный клоун»                                            |
| 2014       | Очень плохая училка                            | Дуг Пилаф                                                          | 5 эпизодов                                                         |
| 2014       | Ужин с друзьями с Бреттом Гельманом и друзьями | Сам себя                                                           | Спешл                                                              |
| 2014-2015  | В браке                                        | Эй Джей                                                            | 23 эпизода                                                         |
| 2014-2016  | Мистер Пиклз                                   | Сырный человек (голос)                                             | 2 эпизода                                                          |
| 2014-2016  | ТрипТанк                                       | Джефф (голос)                                                      | 9 эпизода                                                          |
| 2015       | Ужин с семьей с семьей Бреттом Гельманом       | Сам себя                                                           | Спешл                                                              |
| 2015       | Трудности ассимиляции                          | Дасти Наггет                                                       | Эпизод «Настойчивый Ромео»                                         |
| 2015       | Мужчина ищет женщину                           | Демон                                                              | Эпизод «Стейн»                                                     |
| 2015       | Странная парочка                               | Стюарт                                                             | Эпизод «Завистливый остров»                                        |
| 2015       | Безумцы                                        | Даниэль                                                            | Эпизод «Лицом к лицу»                                              |
| 2015       | Пиф-паф комедия                                | Мистер Знаменитость                                                | Эпизод «Джеймс Марсден в серых брюках и черных высоких кроссовках» |
| 2015-2016  | Блант говорит                                  | Ронни                                                              | 6 эпизодов                                                         |
| 2015-2018  | Гнилые времена                                 | Хэмиш Крассус                                                      | 20 эпизодов                                                        |
| 2016       | Ангел из ада                                   | Ли                                                                 | Эпизоды «Родственные души», «Гарантийный талон»                    |
| 2016       | Кларенс                                        | Мистер Мозер (голос)                                               | Episode: «Полевая галлюцинация»                                    |
| 2016       | Ужин в Америке с Бреттом Гельманом             | Сам себя                                                           | Спешл                                                              |
| 2016       | Кайф с доставкой                               | Сам себя                                                           | Эпизод «Селфи»                                                     |
| 2016-2018  | Любовь                                         | Доктор Грег Колтер                                                 | 10 эпизодов                                                        |
| 2016-2020  | Американский папаша!                           | Различные голоса                                                   | 6 эпизодов                                                         |
| 2016-2019  | Дрянь                                          | Мартин                                                             | 7 эпизодов                                                         |
| 2017       | Джефф и несколько инопланетян                  | Джефф (голос)                                                      | 10 эпизодов                                                        |
| 2017       | Войти в историю                                | Пол Ревир                                                          | 2 эпизода                                                          |
| 2017       | Многообещающие перспективы                     | Птичий сигнал                                                      | Пилот                                                              |
| 2017       | Твин Пикс                                      | Супервайзер Бёрнс                                                  | 2 эпизода                                                          |
| 2017-н. в. | Очень странные дела                            | Мюррей Бауман                                                      | Эпизодически (2-3 сезоны) Главная роль (4 сезон)                   |
| 2018       | Поход                                          | Джордж                                                             | Главня роль; 8 эпизодов                                            |
| 2019       | Мистер Мерседес                                | Ролан Филькинштэйн                                                 | Эпизодическая роль; 9 эпизодов                                     |
| 2020       | Гриффины                                       | Парень из комнаты побега (голос)                                   | Эпизод «Малыш Стьюи»                                               |
| 2020       | Могучие                                        | Яйцо (голос)                                                       | Эпизод «Яйцо Наг / Игра включена»                                  |
| 2021       | Я люблю Арло                                   | Марцелл (голос)                                                    | 18 эпизодов                                                        |
| 2021       | Корпорация «Заговор»                           | Волшебный Мик (голос)                                              | 10 эпизодов                                                        |
| TBA        | Леди в озере                                   |                                                                    | Главная роль                                                       |